# Pseudemoia
Pseudemoia — рід сцинкоподібних ящірок родини сцинкових (Scincidae). Представники цього роду є ендеміками Австралії.

## Види
Рід Pseudemoia нараховує 6 видів:
- Pseudemoia baudini (Greer, 1982)
- Pseudemoia cryodroma Hutchinson & Donnellan, 1992
- Pseudemoia entrecasteauxii (A.M.C. Duméril & Bibron, 1839)
- Pseudemoia pagenstecheri (Lindholm, 1901)
- Pseudemoia rawlinsoni (Hutchinson & Donnellan, 1988)
- Pseudemoia spenceri (Lucas & Frost, 1894)

## Етимологія
Наукова назва роду Pseudemoia походить від сполучення слова дав.-гр. ψεῦδος — несправжній і наукової назви роду Emoia J.E. Gray, 1845.